# Rodrigo Pflucker
Rodrigo Pflucker (Lima, 2 de septiembre de 1996) es un piloto de automovilismo peruano. Fue campeón en la competición norteamericana IMSA (International Motor Sports Association). En la Gala de Premiación para los pilotos de automóviles peruanos más destacados, Pflucker recibió el premio como «Piloto del Año 2019», distinción otorgada por la Federación Peruana de Automovilismo.

## Biografía
Pflucker debutó como piloto de kart en el Campeonato Regional de Lima en el 2006 y logró consagrarse como Campeón Nacional del Perú categoría Junior (entre 6 - 10 años de edad) ese mismo año. Posteriormente, obtendría múltiples campeonatos regionales y nacionales. En sus últimos dos años como kartista, se consagró campeón nacional de la máxima categoría de kartismo del Perú.
Su debut en el extranjero ocurrió en la temporada 2015, en la categoría Fórmula 4 Sudamericana llevada a cabo en autódromos de Argentina, Brasil y Uruguay. Tras un inicio irregular resultó subcampeón del torneo ocupando una posición en el podio desde la cuarta fecha. 
En 2016 y 2017, pasó a Europa para competir en la Formula Renault 2.0 Eurocup, enfrentándose al actual piloto de Fórmula 1, Lando Norris. Participó en los autódromos más tradicionales de Europa, entre los que destacan Autodromo Nazionale di Monza, Circuito de Mónaco, Circuito Paul Ricard, Circuito de Silverstone, Circuito de Spa-Francorchamps, Nürburgring, entre otros.
En 2018, se mudó a Estados Unidos para correr en la categoría prototipos, conduciendo un vehículo marca Norma bajo la especificación FIA - LMP3 (Le Mans Prototype 3). Su primera competencia en tierras norteamericanas se llevó a cabo en el histórico circuito Sebring International Raceway. En dicha carrera, Pflucker estableció el mejor tiempo de vuelta entre todos los competidores de la categoría y lideró gran parte de la competencia junto a su compañero de manejo. Durante la única parada de pits, un incremento inusual de temperatura en el embrague obligó a que abandonarán la carrera; sin embargo, su primer podio no tardaría en llegar. En la siguiente fecha la dupla obtuvo el tercer puesto en el circuito de Barber Motorsports Park. A fines de dicho año, Pflucker confirma su participación en la siguiente temporada de la IMSA Prototype Challenge con el equipo Forty7 Motorsports, y anuncia que compartirá el manejo con el piloto estadounidense Austin McCusker.
La temporada 2019 ha sido la mejor hasta el momento para el piloto peruano. Se posicionó en segundo lugar en las carreras de Daytona International Speedway y Sebring International Raceway, y obtuvieron la primera victoria en la cuarta fecha del campeonato, llevada a cabo en el autódromo Canadian Tire Motorsports Park, el circuito más antiguo de Canadá. Precisamente en este evento, Pflucker obtuvo el récord de vuelta y posteriormente, en la siguiente fecha, obtendría la misma distinción en el autódromo de Virginia International Raceway. El excelente comienzo de temporada les permitió afianzarse como líderes del puntaje acumulado y llegar a la última fecha del campeonato con una ventaja de 27 puntos. Pflucker se consagró como campeón de la categoría IMSA Prototype Challenge, compartiendo el título con el piloto norteamericano Austin McCusker.

## Resultados

### TCR South America
(Clave) (negrita indica pole position) (cursiva indica vuelta rápida)

| Año  | Equipo           | Auto              | 1   | 2   | 3   | 4   | 5   | 6   | 7   | 8   | 9   | 10 | 11 | 12 | 13  | 14  | Pos. | Pts. |
| ---- | ---------------- | ----------------- | --- | --- | --- | --- | --- | --- | --- | --- | --- | -- | -- | -- | --- | --- | ---- | ---- |
| 2021 |                  |                   | INT | INT | CUR | RIV | RIV | EPI | EPI | RCU | RCU | BA | AG | AG | CDU | CDU | 10.º | 75   |
| 2021 | Perú Racing Team | Hyundai i30 N TCR |     |     |     | WD  | WD  | 7   | 4   | 2   | 1   |    |    |    |     |     | 10.º | 75   |

## Palmarés
- 2012: Campeón Nacional de la categoría Senior X30 de kartismo.
- 2013: Campeón Nacional de la categoría Senior X30 de kartismo.
- 2014: Campeón de la Volkswagen Gol R Cup.
- 2015: Campeón Copa Argentina de la Fórmula 4 Sudamericana.
- 2015: Subcampeón Copa Brasil de la Fórmula 4 Sudamericana.
- 2015: Subcampeón de la Fórmula 4 Sudamericana.
- 2016: Campeón Copa Piaggio Uruguay de la Fórmula 4 Sudamericana.
- 2019: Campeón en la IMSA Prototype Challenge